# Сестрёнка с приветом
Сестрёнка с приветом (англ. Stepsister from Planet Weird) — оригинальный фильм телеканала Disney, вышедший 17 июня 2000 года. Режиссёром фильма стал Стив Бойум. В главных ролях — Кортни Дрейпер, Тамара Хоуп, Лэнс Гест, Кристин Хаджи. Фильм снят по сюжету одноимённой книги писательницы Франчесс Лэнц.

## Сюжет
Сюжет повествует о девушке-подростке по имени Меган, которая обнаруживает, что её отчим, как и её сводная сестра являются пришельцами скрывающимися на Земле.

## В ролях
- Кортни Дрейпер[англ.] — Меган Ларсон
- Тамара Хоуп — Эйприл Кола
- Лэнс Гест[англ.] — Космо Кола
- Кристин Хаджи[англ.] — Кэти Ларсон
- Ванесса Ли Честер — Мишель «Мики»
- Майлс Джеффри — Тревор Ларсон
- Лорен Молтби[англ.] — Хезэр Хартман
- Сеселия Шпехт — Серена Су
- Тириел Мора[англ.] — Фуп и С’Вад
- Генри Фейгинс — Фанул
- Том Райт[англ.] — Каттер Колберн

## Критика
Американская организация Common Sense Media занимающаяся оценкой аудиовизуальной продукции для детей поставила фильму четыре из пяти звёзд.